# Euromisil
Euromisil es el nombre que se dio a los misiles nucleares de alcance medio (inferior a 5.500 km), desplegados en el denominado escenario europeo en los años 1980, en el contexto del final de la guerra fría.
El rango de alcance de los misiles, que permitía hacer blanco en cualquiera de los países de Europa Occidental u Oriental, pero no en el territorio de los Estados Unidos, permitía pensar en la posibilidad de una guerra limitada, que no tendría por qué desencadenar el automatismo de la denominada destrucción mutua asegurada, base teórica del equilibrio del terror que había permitido el mantenimiento de la paz entre ambas superpotencias.
El anuncio del despliegue de los euromisiles occidentales para diciembre de 1983, presentado como respuesta al despliegue previo de los del bloque oriental, suscitó protestas del movimiento antinuclear y del movimiento pacifista entre las poblaciones de los países occidentales, y una crisis diplomática entre ambos bloques denominada crisis de los euromisiles: se planteaba la posibilidad de renunciar a esas armas si los soviéticos retiraban las suyas (doble decisión), oferta que éstos rechazaron.
En el pulso geoestratégico planteado, fue decisivo el apoyo político a la decisión del presidente estadounidense Ronald Reagan de los aliados de la OTAN, no sólo de los que acogieron en su territorio (Gran Bretaña, Bélgica, Holanda, Italia y la República Federal Alemana), sino también de los que no desplegaron estas armas en su territorio (como Francia o España, recientemente incorporada a la alianza).
Los modelos de misiles utilizados fueron:
- Los SS-20 soviéticos, desplegados en países del Pacto de Varsovia (bloque del este o comunista).
- Los Pershing y misiles de crucero estadounidenses (denominados Cruise) desplegados en países de la OTAN (bloque occidental o capitalista), y que sumaban en total inicialmente 572 unidades.

La firma en 1987 del tratado INF de limitación de armas nucleares conllevó la eliminación estos euromisiles de ambos bandos. Se destruyeron 846 por parte de los Estados Unidos y 1.846 por parte de la Unión Soviética.
No debe confundirse el término euromisil con el de Euromissile, un consorcio industrial militar europeo de los años 1970.